# Kada Trypolis
Kada Trypolis (arab. قضاء طرابلس) – jednostka administracyjna w Libanie, obejmująca miasto Trypolis wraz z okolicą. Dystrykt zamieszkiwany jest przede wszystkim przez sunnitów (około 80%), mniejszość stanowią chrześcijanie i alawici. 

## Ludność według wyznania
Źródło: https://web.archive.org/web/20090612021250/http://www.elnashra.com/elections/vote
| Wyznań             | Procentowy |
| Chrześcijanie      | 11%        |
| ------------------ | ---------- |
| Maronici           | 3          |
| Prawosławni        | 6          |
| Grekokatolicy      | 1          |
| Inni Chrześcijanie | 1          |
| Muzułmanie         | 89%        |
| Sunnici            | 80         |
| Szyici             | 0          |
| Druzowie           | 0          |
| Alawici            | 9          |

## Wybory parlamentarne
Okręg wyborczy, obejmujący dystrykt Trypolis, reprezentowany jest w libańskim Zgromadzeniu Narodowym przez 8 deputowanych (5 sunnitów, po 1 maronicie, prawosławnym i alawicie).